# Docs.com
Docs.com ES un sitio web donde los usuarios podían  descubrir, subir y compartir documentos de Office en su página de perfil de Microsoft o Facebook, de manera similar al de una red social corporativa.
Los tipos de archivos compatibles incluían  documentos de Word, hojas de cálculo de Excel, presentaciones de PowerPoint. De igual forma, se podían mezclar videos de la aplicación Office Sway. Adicionalmenre, los usuarios podían añadir archivos en formato de PDF y direcciones URL en su propia página. Docs.com fue una parte de Microsoft Office Online.
Sin embargo, el 9 de junio de 2017, Microsoft anunció que cerraría Docs.com el 15 de diciembre de 2017 debido a la adquisición de SlideShare junto con su compra en LinkedIn; con ello, el servicio de Dos.cpm quedó técnicamente obsoleto y sin ningún tipo de mantenimiento.

## Colaboración con Facebook
Antes de su rediseño, Docs.com fue una colaboración entre Microsoft FUSE Labs y Facebook, realizada para proporcionar una suite de edición de documentos en línea básica, similar a Google Docs que está presente en Google Drive. Se anunció su lanzamiento oficial durante la conferencia f8 de Facebook, el 21 de abril de 2010 por Mark Zuckerberg y Lili Cheng.
Docs.com ofreció inicialmente la capacidad de cargar o crear documentos de Word, Excel o PowerPoint. Los usuarios pueden ver y editar documentos en línea, incluso si no tienen Microsoft Office instalado en su dispositivo. Sin embargo, los editores web de docs.com se integran con Office para que los usuarios pueden editar documentos en su PC o Mac y guardarlos directamente a la nube. Docs.com también soporta la carga y visualización en el navegador de documentos de PDF. En enero de 2011, el sitio obtuvo soporte para idiomas adicionales.
Docs.com para Facebook estaba orientado a usuarios individuales (por ejemplo, estudiantes). Existe una oferta similar en Microsoft Office Live, la cual está dirigida a los clientes de negocios.

### Detalles técnicos
La aplicación Docs.com se integra en la interfaz de usuario de Facebook al igual que las fotos, proporcionando una página dentro de Facebook, una ficha de perfil, y mediante la publicación de documentos al muro de Facebook de un usuario. El servicio se construye utilizando aplicaciones Web de Microsoft Office y es compatible con los principales navegadores contemporáneos: Internet Explorer (actualmente descontinuado), Firefox, Safari y Chrome.

### Soporte a páginas de Facebook
Docs.com anunció el soporte para las páginas de Facebook a partir del 8 de julio de 2010. En la página de Facebook los administradores tienen la opción de crear una carpeta compartida donde se pueden cargar, crear y editar documentos compartidos. Los documentos pueden ser fácilmente enviados a una página de Facebook.

## Rediseño en 2015
En 2015 Microsoft lanzó una nueva versión de Docs.com. El servicio rediseñado fue creado para hacer menos difícil compartir documentos a través de Internet, y al mismo tiempo preservar el formato de origen. Entre los formatos soportados se encuentran una vez más: Microsoft Word, Microsoft PowerPoint, Microsoft Excel, PDF y de Office Sway, además de otros tipos de archivo compatibles con Office.
Además Docs.com ofrece la importación de características para buscar rápidamente documentos desde el PC del usuario y otros servicios de Microsoft, como OneDrive.
Docs.com también es compatible con comentarios y la descarga de documentos, pero carece de la característica para que los usuarios colaboren en los mismos documentos.
Como parte del relanzamiento de Docs.com, Microsoft fusionó su software acumulativo en la web, denominado Curah! con Docs.com. El momento del anuncio coincidió con el lanzamiento oficial de Windows 10, así como la nueva e inédita aplicación Office Sway, que también integra varias de las características del actualmente desaparecido servicio Curah!.